# Marco Fiorini
Marco Fiorini, eigentlich Maurizio Fiorini, ist ein Schauspieler, Filmproduzent, Regisseur und Drehbuchautor.

## Leben
Erstmals stand Fiorini 1966 vor der Kamera, damals für den Fernsehfilm Death of a Salesman. Zwei Jahre darauf erhielt er seine erste Rolle für einen Kinofilm, Mord auf der Via Veneto. 
International bekanntere Filme folgten jedoch erst Jahrzehnte später. Gegen Ende der 1980er Jahre wirkte Fiorini vermehrt in englischsprachigen Filmen mit, wie etwa 1988 in The Game. 
2005 spielte Fiorini im Film Papst Johannes Paul II. mit. Vier Jahre darauf erhielt er erneut eine geistliche Rolle, diesmal für den Film Illuminati.
Fiorini wurde schon unter mehreren Namen im Abspann genannt, hauptsächlich mit seinem Geburtsnamen. Er wurde jedoch 1964 in einer Serie als Maurizio Fiorini aufgeführt, im Abspann des Filmes La taglia è tua...l'uomo ammazzo io wurde er unter Ashborn Hamilton, Jr. aufgeführt. 2005 erhielt er im Abspann den Namen Mark Fiorini. Teilweise wurde sein Wirken im Abspann auch nicht genannt, wie im Film Coco Chanel.

## Filmografie (Auswahl)

### Schauspieler
- 1966: Death of a Salesman (TV)
- 1968: Mord auf der Via Veneto (Roma come Chicago (Banditi a Roma))
- 1969: Zwölf plus eins (12 + 1)
- 1969: La taglia è tua… l’uomo l’ammazzo io
- 1977: Der Polyp – Die Bestie mit den Todesarmen; auch: Angriff aus der Tiefe (Tentacoli)
- 1988: The Game
- 1990: Der Hollywood Clou
- 1993: American Fighter 5
- 2003: Ferrari (TV)
- 2005: Papst Johannes Paul II.
- 2006: Fuoco su di me
- 2006: The Listening
- 2007: Seide (Silk)
- 2008: Coco Chanel (TV)
- 2009: Illuminati

### Produzent
- 1994: World of Death (auch Regie und Drehbuch)
- 2002: Verbissage!1607, Caravaggio

### Drehbuch
- 1989: Sounds of Silence